# 平旺站
平旺站位于中华人民共和国山西省大同市云冈区平旺乡，是同蒲铁路上的火车站，建于1918年，由中国铁路太原局集团大同车站管辖。

## 車站周邊
- 大同市第二十中学
- 十里河
- 大同电力高级技工学校